# Monts Boggeragh
Les monts Boggeragh sont situées dans le comté de Cork, en Irlande. La Lee passe au sud de la chaîne. Le point culminant, Musheramore, s'élève à 644 mètres d'altitude.
En septembre 2009, la construction d'éoliennes commence. En 2010, on en dénombre 19.

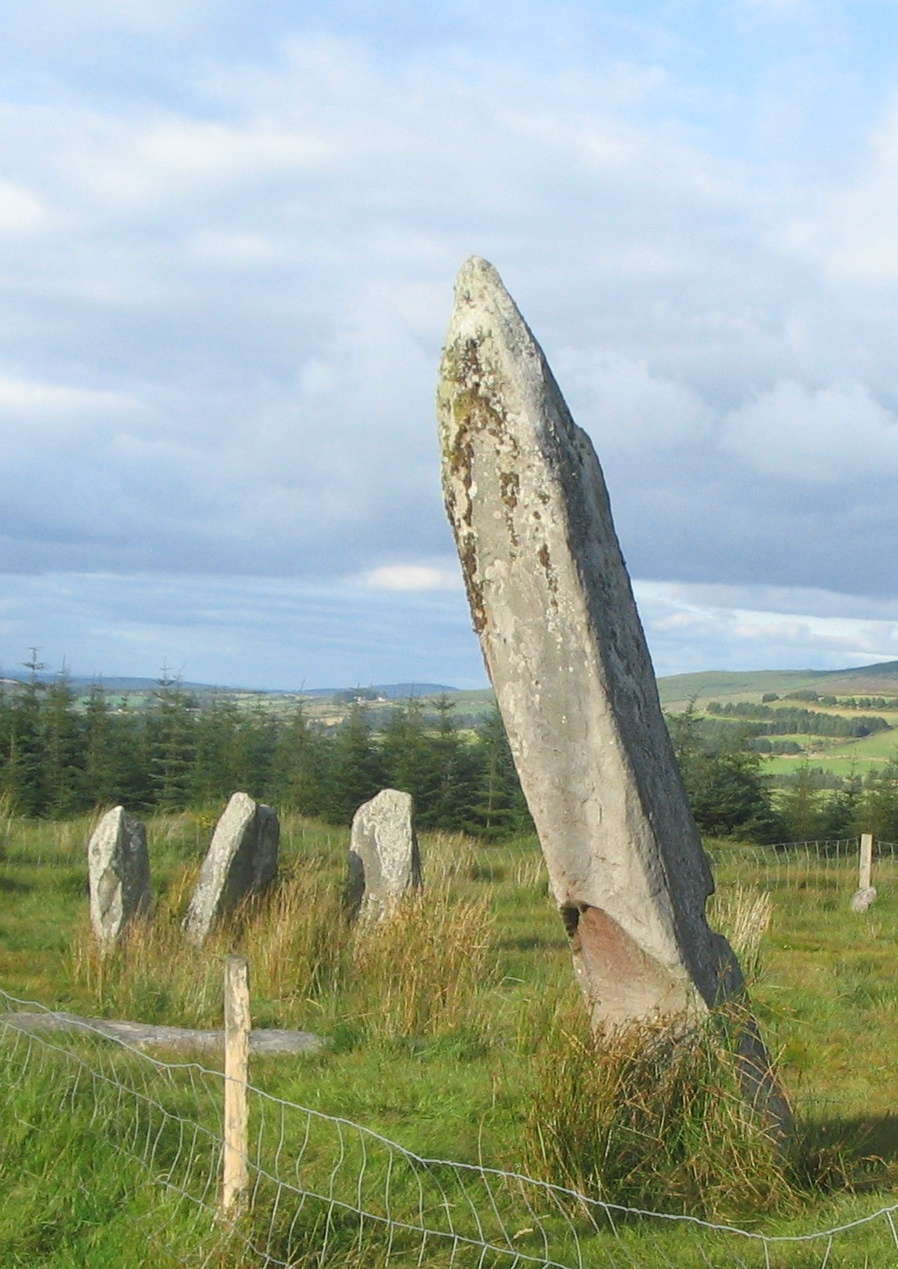
Site mégalithique de Knocknakilla dans les monts Boggeragh.